# Reinhold Habisch
Reinhold Franz Habisch, surnommé Krücke (La Béquille) (né le 8 janvier 1889 à Berlin, mort le 7 janvier 1964 dans la même ville) est un animateur d'évènements sportifs, figure populaire de Berlin.

## Biographie
Alors qu'il est un jeune homme, il est victime d'un accident : il glisse sur une route mouillée, tombe sous le tramway et perd une jambe. Bien qu'il ne peut pas faire de sport, il est souvent invité aux Six jours de Berlin qui ont lieu au Sportpalast.
Il devient ainsi une figure populaire dans les environs de Berlin. En 1923, Siegfried Translateur fait une reprise de Wiener Praterleben pour en faire en 1923 un hymne des Six jours. Dans la troisième séquence de la valse, Habisch reprend la chanson et la popularise aussitôt. Dans des versions ultérieures de la composition, on fait place à des sifflements. Habisch est invité à animer d'autres événements sportifs.
Il tient un magasin de guitares dans Kommandantenstraße. Il rencontre ici Max Schmeling et prophétise sa grande carrière.

## Source de la traduction
- (de) Cet article est partiellement ou en totalité issu de l’article de Wikipédia en allemand intitulé « Reinhold Habisch » (voir la liste des auteurs).